# Акимов, Алексей Семёнович
Алексей Семёнович Акимов (1799, Харьковская губерния — не ранее 1862) — русский кораблестроитель XIX века, построил около 40 судов различного ранга и класса для Российского императорского флота, участник обороны Севастополя, строитель мостов, инспектор кораблестроительных работ Николаевского порта, генерал-майор Корпуса корабельных инженеров.

## Биография
Акимов Алексей Семёнович родился в 1799 году в Харьковской губернии в солдатской семье. С 1816 по 1824 годы учился в Черноморском штурманском училище в городе Николаеве. Выпущен помощником штурмана XIV класса Табели о рангах. В 1824—1825 годах находился в плаваниях на линейном корабле «Пармен» и служил на Николаевской брандвахте, а затем на адмиральской яхте «Утеха».
В мае 1826 года, по решению командующего Черноморским флотом адмирала А. С. Грейга штурманский помощник 14-го класса Акимов, вместе с другими молодыми флотскими офицерами, был отобран кандидатом для отправки на стажировку в Англию для обучения кораблестроению. Вместе с пятью кандидатами он был прикреплён к штурманской роте для изучения английского языка, который преподавал им помощник корабельного мастера А. Н. Мелетин. 28 декабря 1826 года Акимов отплыл на учёбу из Одессы в Лондон на английском купеческом судне. В 1827 году, во время заграничной командировки, Акимов был произведён в подпоручики Корпуса флотских штурманов, а в 1831 году в поручики Корпуса корабельных инженеров. Стажировка продлилась до 1832 года.
Весной 1832 года Акимов вернулся в Россию. В качестве экзамена адмирал А. С. Грейг поручил ему построить 18-пушечный бриг «Фемистокл» по чертежу знаменитого брига «Меркурий». 21 октября 1832 года корабль был заложен в Николаевском адмиралтействе и 6 сентября 1833 года спустил его на воду. 24 декабря 1833 года Акимов в Главном Адмиралтействе Николаева заложил 84-пушечный линейный корабль «Силистрия», который был спущен на воду 11 ноября 1835 года.

Фрегат «Кагул». Строитель А. С. Акимов

В 1834 году Акимов был произведён в штабс-капитаны, а в 1835 году получил чин капитана. 29 декабря 1835 года заложил 18-пушечный парусный корвет «Орест» (спущен на воду 31 октября 1836 года).

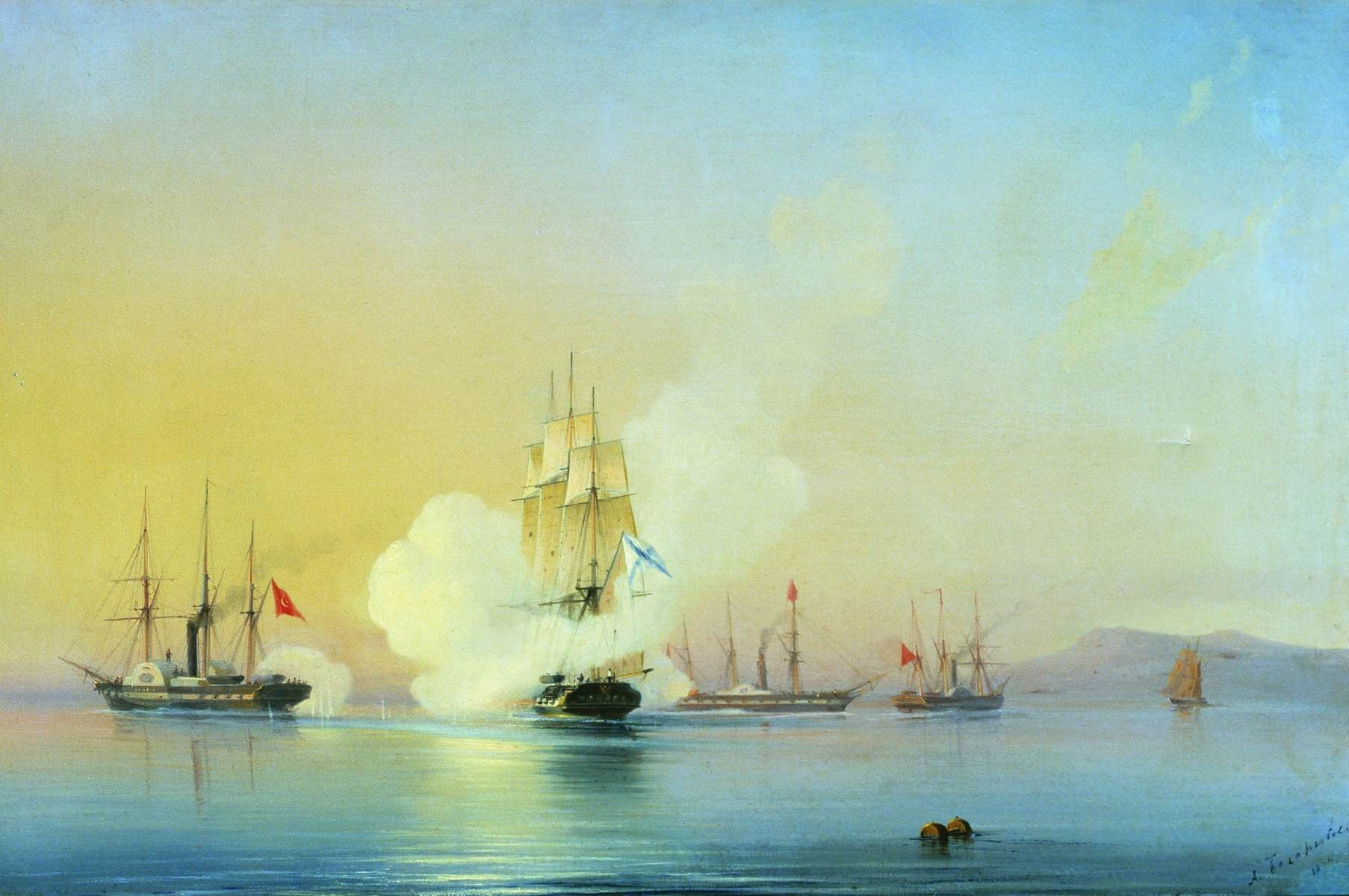
А. П. Боголюбов. Бой 44-пушечного фрегата «Флора» с тремя турецкими пароходами у мыса Пицунда 9 ноября 1853 года.

В 1837 году Акимов был направлен в Одессу, где являлся наблюдающим за постройкой парохода «Митридат». 29 мая 1837 года завершил постройку и спустил на воду адмиральскую яхту «Ореанда», которая в августе 1848 года отправилась из Николаева вокруг Европы в Кронштадт, где победила в императорских парусных гонках. 24 ноября 1837 года в Николаевском адмиралтействе заложил 44-пушечный парусный фрегат «Флора» (спущен на воду 21 сентября 1839 года).
28 августа 1838 года в Спасском адмиралтействе Николаева Акимов заложил два 84-пушечных линейных корабля «Гавриил» (спущен на воду 19 ноября 1839 года) и «Уриил» (спущен — 31 октября 1840 года), которые вошли в состав Черноморского флота и участвовали в Крымской войне 1853—1856 годов. В день спуска «Уриила» Акимов заложил 44-пушечный фрегат «Кагул», который построил и спустил на воду 17 сентября 1843 года. Корабль участвовал в Крымской войне 1853—1856 годов, в том числе в Синопском сражении. 13 февраля 1855 года затоплен на Севастопольском рейде между Михайловской и Николаевской батареями.
3 марта 1841 года в Севастопольском адмиралтействе Акимов заложил 52-пушечный корабль «Коварна» (спущен на воду 11 сентября 1845 года). 18 марта 1844 года Акимов приступил к строительству 60-пушечного фрегата «Кулевчи» (спущен на воду 20 сентября 1847 года) и трёх 10-пушечных тендеров «Проворный», «Поспешный» и «Скорый» (спущены на воду 9 сентября 1845 года). В 1846 году Акимов был произведён в подполковники Корпуса корабельных инженеров. В 1849 году заложил два транспорта «Портица» и «Балаклава», которые спустил в 1850 году. В 1852 году Акимов был командирован в Севастополь, где возглавил ремонт и постройку судов. Во время обороны Севастополя ремонтировал и поднимал затонувшие суда, подготовил корабли к Синопскому сражению и затем отремонтировал повреждённые суда. В 1854 году построил наплавной мост в Севастополе с Южной на Северную сторону. Участвовал в обороне Севастополя в составе его гарнизона. В 1855 года по болезни вернулся в Николаев, а затем построил мост через Днепр у Берислава для переправы русских войск.
В 1855 году Акимов был произведён в полковники и назначен инспектором кораблестроительных работ Николаевского порта. В 1855 году организовал срочную постройку первого наплавного моста через Бугский лиман между Спасском и Варваровкой длиной около 880 метров. Мост имевший важное стратегическое значение просуществовал более 100 лет. В 1855 году Акимов приступил к достройке первого винтового парового 135-пушечного линейного корабля Черноморского флота «Босфор» (переименован 30 марта 1856 года в «Синоп»), который строился в Спасском адмиралтействе в Николаеве с октября 1852 года строителем С. И. Чернявским, в 1855 году переведённым в Санкт-Петербург. Корабль, спущенный на воду 26 сентября 1858 года, имел паровую машину мощностью 800 номинальных л.с., которая позволяла развивать скорость 11 узлов. 7 апреля 1856 года полковник Акимов был награждён орденом Святого Георгия IV класса (№ 9904) за выслугу лет.
С 1857 по 1860 годы построил парусно-винтовые 9-пушечные корветы «Ястреб» (спущен на воду 19 июня 1860 года), «Сокол» (спущен на воду 30 августа 1859 года) и 9-пушечный «Кречет» (спущен на воду 7 августа 1860 года) и парусно-винтовые шхуны «Четырдах» и «Алушта». За постройку судов и мостов, а также как участник обороны Севастополя и Николаева Акимов был награждён пятью орденами, двумя медалями и знаком беспорочной службы за 30 лет. 23 января 1861 года был уволен в отставку с чином генерал-майора.
Умер Акимов Алексей Семёнович в Николаеве после 1861 года.